# Provincia de Kandal
La Provincia de Kandal es una provincia del Reino de Camboya y su capital es la Ciudad de Ta Khmau. La palabra "Kandal" traduce en idioma jemer "Central", es decir "Provincia Central". Los límites de la Provincia son: N Provincia de Kompung Cham, E Provincia de Prey Veng, S Provincia de Takéo y Golfo de Tailandia, O Provincia de Kompung Speu. Al centro de la Provincia se encuentra el Distrito Especial de la Ciudad de Phnom Penh, pero este no forma parte de la jurisdicción de la Provincia sino que es un territorio a sé.

## Historia
El nombre de "Provincia Central" (Kaet Kandal en Idioma jemer), remite históricamente a la existencia de un territorio más grande para el Reino de Camboya entre la caída del Imperio jemer y los ánimos expansionistas de Vietnam y Tailandia hasta el siglo XIX. Con la inclusión de Kampuchea Krom, territorio cedido por un rey a Vietnam y que hoy es parte del sur de ese país, la Provincia de Kandal queda al centro de lo que era Camboya después de Angkor.
Uno de los hechos históricos más destacados en la Provincia es, además, la existencia del célebre Campo del Exterminio, actual Memorial Choeung Ek, en donde los Jemeres rojos ejecutaban y tiraban los cuerpos de las víctimas del genocidio camboyano después de que hubieran sido torturadas en S-21. El lugar, conservado como prueba del régimen sanguinario que gobernó el país entre 1975 y 1979, se encuentra a 12 kilómetros al suroeste de Phnom Penh.

## Geografía
La provincia ocupa la llanura central camboyana y es cruzada por el río Mekong el cual se hace amplio y con numerosas islas habitadas. Las áreas del río son todas centro importante del turismo y la recreación, así como de la pesca. La Provincia es además una de las más pobladas del país, gracias también a su estrecha relación con la capital nacional, Phnom Penh.

## División política
La Provincia se divide en 11 distritos:
- 0801 Kandal Stueng
- 0802 Kien Svay
- 0803 Khsach Kandal
- 0804 Kaoh Thum
- 0805 Leuk Daek
- 0806 Lvea Em
- 0807 Mukh Kompul
- 0808 Engk Snuol
- 0809 Ponhea Lueu
- 0810 S'ang
- 0811 Ciudad de Ta Khmau